# 伊登拘留中心
伊登拘留中心（英語：Eden Detention Center）是一所私人拥有和经营的男子监狱，位于美国德克萨斯州。该安全设施由美国矫正公司运营，于1985年根据与美國聯邦監獄局（FBOP）签订的合同建立。大多数囚犯是来自墨西哥和其他拉丁美洲国家的非法移民。